# Elaeocarpus kirtonii
Elaeocarpus kirtonii là một loài thực vật có hoa trong họ Côm. Loài này được F.Muell. ex F.M.Bailey mô tả khoa học đầu tiên năm 1886.

## Hình ảnh

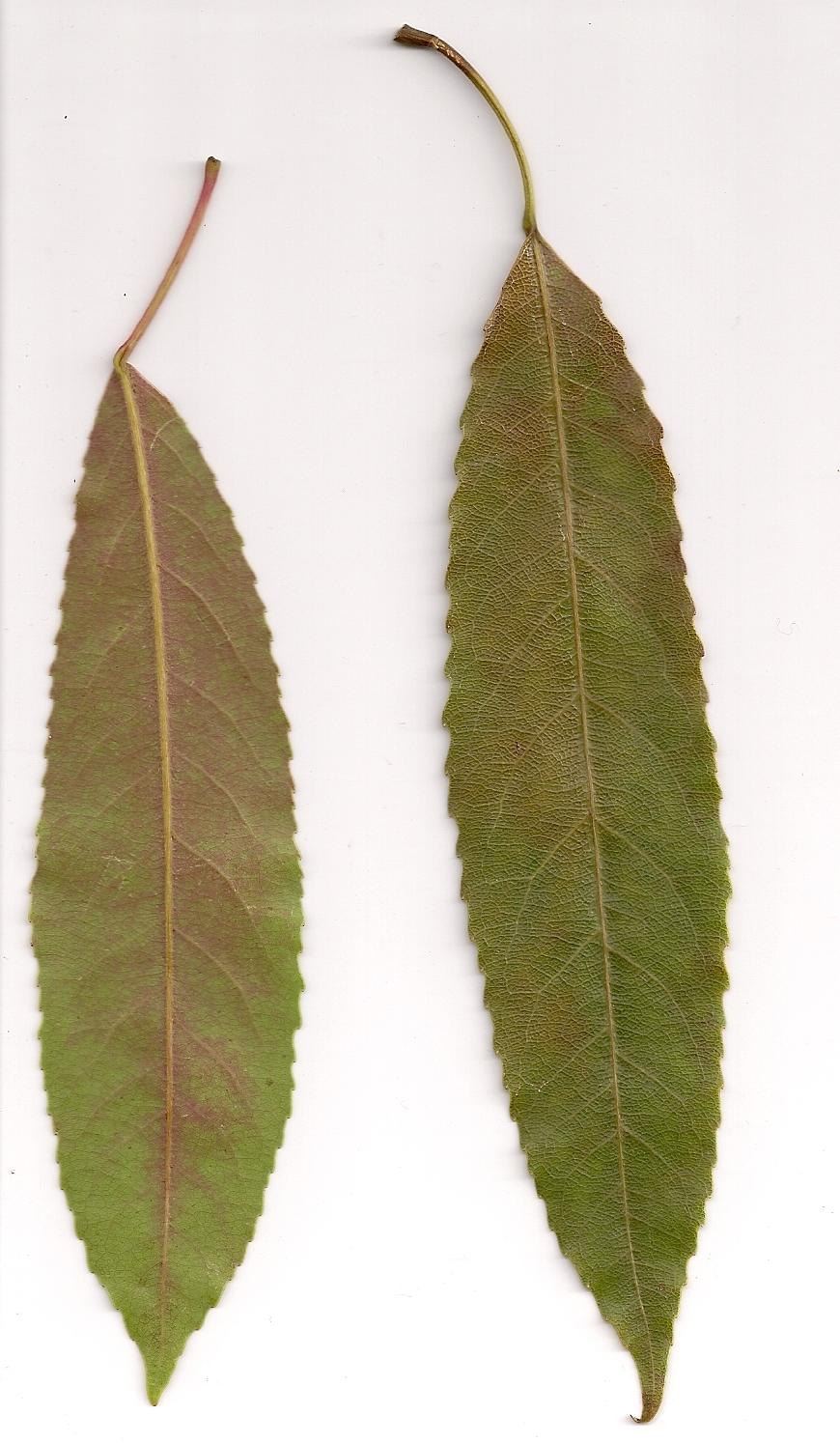
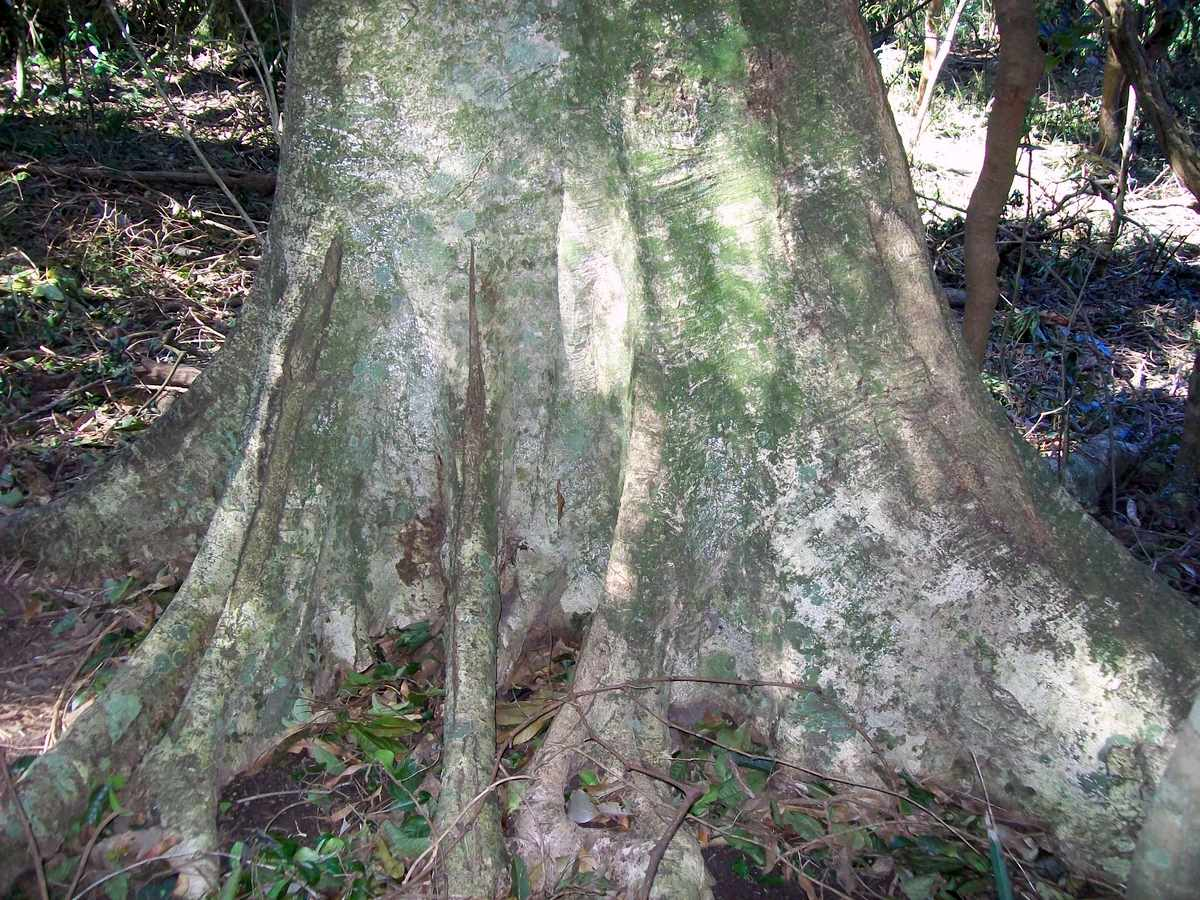